# Conjunt Casals
El Conjunt Casals, o Conjunt de Can Casals, és un grup d'edificis de Ripoll (Ripollès) protegits com a bé cultural d'interès local.

## Descripció
El conjunt està format per dos grups d'edificis construïts a tocar de la carretera. Tot el complex està encerclat per un mur; per la banda que dona a la carretera presenta dos nivells, l'inferior amb còdols no treballats, i el superior amb còdols treballats. En alguns trams del mur hi ha arcs de punt rodó amb reixa de fusta.

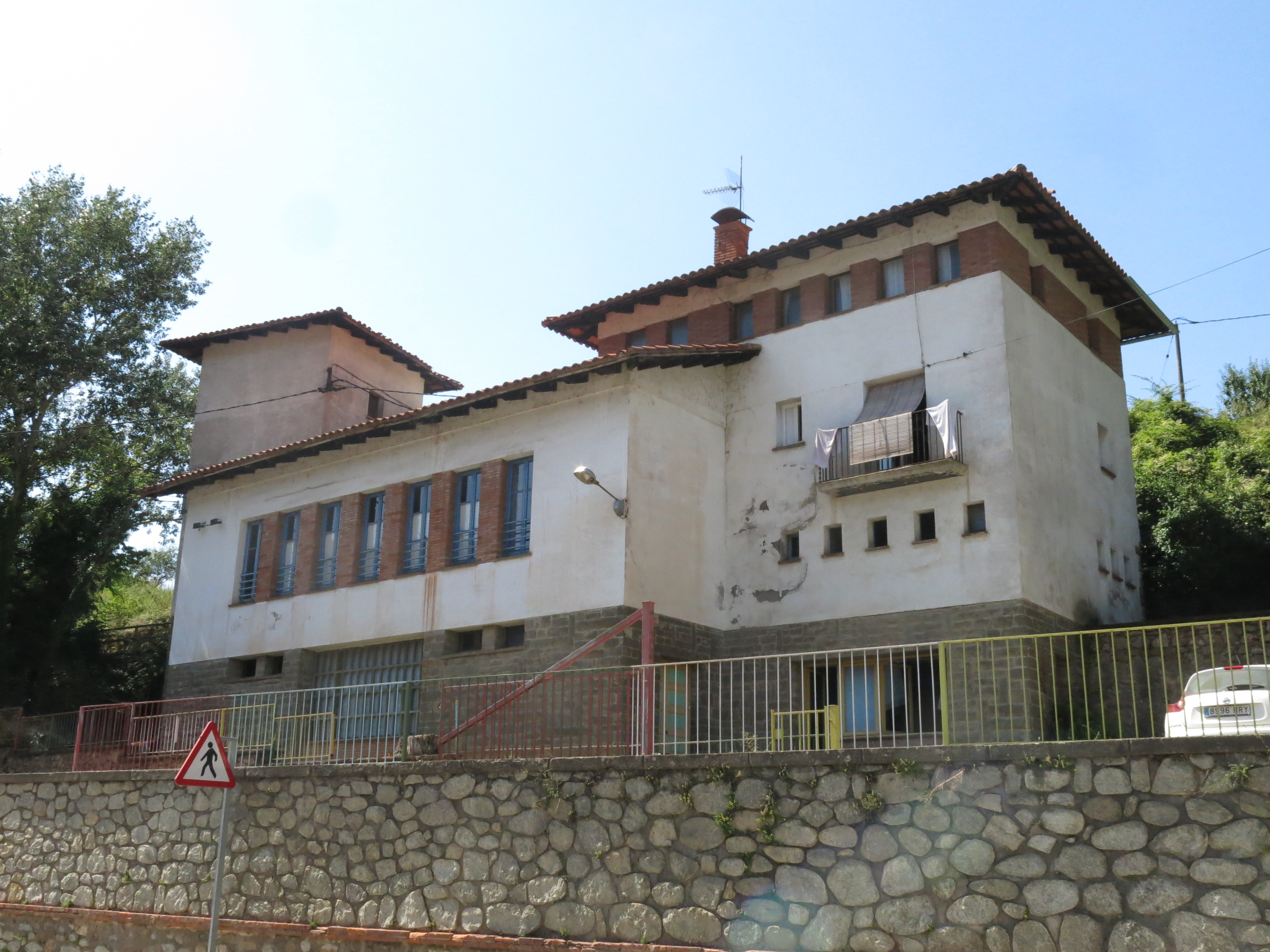
Parvulari

Un dels grups, fa actualment les funcions de guarderia (projectat el 1956), està integrat per tres edificis. Tot tenen base de pedra picada i la barbacana de fusta. L'altre grup, pensat per fer d'habitatge (projectat el 1942), el forma un únic edifici, de baixos i dos pisos; s'accedeix a l'habitatge, des de la carretera, per un porxo amb teulada a quatre vents. Unes escales permeten salvar el desnivell existent entre el nivell de carretera i el primer pis. La façana, arrebossada, no presenta cap element decoratiu destacable. A les proximitats d'ambdós grups hi ha una diversitat d'arbres, com til·lers, freixes, salzes o avets. L'espai comprès entre els dos conjunts presenta vegetació silvestre, sense cap mena de manteniment.